# Alien Act
Der Alien Act (Ausländergesetz) war ein englisches Gesetz aus dem Jahr 1705. Es wurde vom englischen Parlament als Reaktion auf den schottischen Act of Security erlassen, der wiederum als Reaktion auf den Act of Settlement verabschiedet worden war.
Das Gesetz verlangte, dass schottischer Grundstücksbesitz in England wie Besitz von Ausländern behandelt wurde, was eine Vererbung fast unmöglich machte. Außerdem war ein Importembargo schottischer Produkte nach England und den englischen Kolonien vorgesehen. Dies hätte einen Zusammenbruch der schottischen Wirtschaft bedeutet, denn fast die Hälfte der schottischen Wirtschaftsgüter, darunter Leinen, Vieh und Kohle, wurden in diese Gebiete geliefert.
Eine Klausel besagte, dass das Gesetz suspendiert werden würde, falls die Schotten Verhandlungen zustimmten, die den Disput zwischen beiden Parlamenten beenden sollten. England bot auch an, die hohen Verluste aus dem Darién-Projekt (der gescheiterten schottischen Kolonie in Panama) zu begleichen. Dieses Angebot führte schließlich zum Act of Union 1707, mit dem England und Schottland zum Königreich Großbritannien verschmolzen wurden.